# شوتان
شُوتَان هي بلدية في بلجيكا، تتبع أنتفيرب، ودائرة أنتويرب، تبلغ مساحتها 29٫55 كيلومتر مربع، رمزها البريدي هو 2900.

## الموقع
تشترك في الحدود مع:
- Schilde [الإنجليزية]‏
- أنتويرب
- Deurne, Belgium [الإنجليزية]‏
- Wijnegem [الإنجليزية]‏
- Brasschaat [الإنجليزية]‏
- Brecht, Belgium [الإنجليزية]‏.

## مدن توأم
المدن التوأم:
- تارنوف
- فورسخوتن.

## أعلام
- غلاديس ويليمز
- ميشيل أ. جاي جورج
- هنري دي ديكين
- بيتر مايس